# Реформы годов Тэмпо
Реформы годов Тэмпо (яп. 天保の改革, てんぽうのかいかく тэмпо: но кайкаку) — название курса социально-экономических преобразований в Японии, осуществлявшихся в 1841—1843 годах под руководством главы центрального правительства Мидзуно Тадакуни. Реформы названы по девизу правления Тэмпо (1830—1844). Наряду с реформами годов Кёхо (1716—1745) и реформами годов Кансэй (1787—1793) относится к трём крупнейшим реформаторским курсам периода Эдо.

## Хронология
Мидзуно Тадакуни возглавил сёгунатское правительство в условиях, когда японское общество пребывало в глубоком кризисе после голода годов Тэмпо, восстания Осио Хэйхатиро и появления иностранных кораблей в водах Японского моря. Он начал проводить реформы, взяв за пример преобразования годов Кёхо и Кансэй. Мидзуно поощрял бережливость, способствовал искоренению асоциальных обычаев и практик, возвращал крестьян с городов в сёла, распускал картели купцов-монополистов кабунакама, конфисковывал земли хатамото и даймё в окрестностях Эдо и Осаки в обмен на земли в провинции. Против такого сурового курса постоянно выступали чиновники центрального правительства и население, поэтому реформы были свёрнуты через два года.
- 1841 (12-й год Тэмпо): принято постановление о роспуске кабунакама;
- 1842 (13-й год Тэмпо):
  - принято постановление о принудительном снижении цен;
  - обновлен приказ об обязательном нападении на иностранные корабли, которые будут приближаться к японским берегам;
  - изъяты и сожжены картины художников Рютэя Танэхико и Тамэнаги Сюнсуя; введение строгого запрета на порнографическую продукцию;

- 1843 (13-й год Тэмпо):
  - произведена перепись населения, в ходе которой крестьяне, проживавшие в городах, были возвращены в сёла;
  - возобновлена рекультивация болота Инба;
  - объявлены «Законы о конфискации наделов»; произведено изъятие земель хатамото и даймё в окрестностях Эдо и Осаки.